# Russell Rouse
Russell Rouse (New York, 20 novembre 1913 – Los Angeles, 2 ottobre 1987) è stato uno sceneggiatore, regista e produttore cinematografico statunitense.
Vinse l'Oscar alla migliore sceneggiatura originale nel 1960 con gli altri autori de Il letto racconta, mentre aveva già ricevuto la candidatura agli Oscar nel 1952 per La bambina nel pozzo.

## Filmografia

### Regista e sceneggiatore
- La bambina nel pozzo (The Well) (1951)
- La spia (The Thief) (1952)
- La ragazza da 20 dollari (Wicked Woman) (1953)
- Anonima delitti (1955)
- La pistola sepolta (The Fastest Gun Alive) (1956)
- L'evaso di San Quintino (House of Numbers) (1957)
- Lampi nel sole (Thunder in the Sun) (1959)
- Madame P... e le sue ragazze (A House Is Not a Home) (1964)
- Tramonto di un idolo (The Oscar) (1966)

### Sceneggiatore
- Yokel Boy, regia di Joseph Santley (1942)
- Sempre nei guai (Nothing But Trouble), regia di Sam Taylor (1944)
- The Town Went Wild, regia di Ralph Murphy (1944)
- The Great Plane Robbery, regia di Edward L. Cahn (1950)
- Due ore ancora (D.O.A.), regia di Rudolph Maté (1950)
- Il letto racconta (Pilow Talk), regia di Michael Gordon (1959)
- Tightrope (1959-1960) - serie TV
- L'uomo che doveva uccidere il suo assassino (Color Me Dead), regia di Eddie Davis (1969)
- D.O.A. - Cadavere in arrivo (D.O.A.), regia di Annabel Jankel e Rocky Morton (1988) - autore di adattamento/remake

### Regista
- Il carnevale dei ladri (The Caper of the Golden Bulls) (1967)